# Dennis Erickson

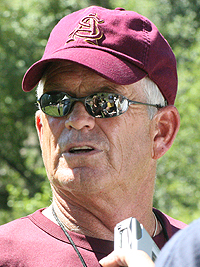
Erickson bei einem Interview 2007

Dennis Brian Erickson (* 24. März 1947 in Everett, Washington) ist ein US-amerikanischer American-Football-Trainer.
Aktuell ist er Head Coach der Salt Lake Stallions in der neugegründeten Alliance of American Football (AAF). Davor war er von 2013 bis 2016 an der University of Utah zeitweise Co-Offensive Coordinator, Runningbacks-Coach und Assistenztrainer. Von Dezember 2006 bis 2011 war er Head Coach der Arizona State University, die ihn für 150.000 $ aus seinem Fünfjahresvertrag mit der University of Idaho herausgekauft hatte.
Vorher trainierte er die San Francisco 49ers in der National Football League, wo er in seinem zweiten Jahr in 16 Saisonspielen nur zwei Siege erringen konnte und daraufhin wieder entlassen wurde. Seine größten Erfolge feierte er als Trainer von College-Mannschaften. Seit 2019 ist er Mitglied in der College Football Hall of Fame.

## Trainerstationen als Head Coach
- Salt Lake Stallions, AAF (2019)
- Arizona State University, College (ab 2007–2011, 31 Siege, 31 Niederlagen)
- University of Idaho, College (2006, 4 Siege, 8 Niederlagen)
- San Francisco 49ers (2003–2004, 9 Siege, 23 Niederlagen)
- Oregon State, College (1999–2002, 31 Siege, 17 Niederlagen)
- Seattle Seahawks (1995–1998, 31 Siege, 33 Niederlagen)
- University of Miami, College (1989–1994, 63 Siege, 9 Niederlagen)
- Washington State University, College (1987–1988, 12 Siege, 10 Niederlagen, 1 Unentschieden)
- University of Wyoming, College (1986, 6 Siege, 6 Niederlagen)
- University of Idaho, College (1982–1985)

Nachweis College